# RNA cepivo
RNA cepivo (RNK cepivo) ali mRNA cepivo (mRNK cepivo) je nova vrsta cepiv za doseganje pridobljene imunosti z vektorjem (prenašalcem), ki vsebuje umetno informacijsko RNA (mRNA). Tako kot običajna cepiva so tudi RNA cepiva namenjena spodbujanju proizvodnje protiteles, ki se bodo vezala na morebitne patogene in aktivirala celice T, da bodo prepoznale specifične peptide, predstavljene na molekulah MHC. RNA zaporedje kodira antigene, beljakovine, ki so enake ali podobne beljakovinam patogena. Po dostavi cepiva v telo gostiteljske celice to zaporedje prevedejo, pri čemer nastanejo kodirani antigeni, ki nato spodbujajo prilagodljivi imunski sistem telesa k tvorbi protiteles proti patogenu. Druga oblika cepljenja z mRNA je tista, pri kateri mRNA kodira popolnoma človeška protitelesa IgG. mRNA v tej obliki kodira protitelesa, ki so enaka ali podobna protitelesom pri bolniku z močno predhodno imunostjo.
Prednosti RNA cepiv pred običajnimi beljakovinskimi cepivi so hitrost zasnove in proizvodnje, nizki stroški proizvodnje ter sprožitev celične in humoralne imunosti. Glede na nov mehanizem delovanja RNA cepiv in način njihove dostave v telo je le malo znanega o njihovih srednjeročnih in dolgoročnih učinkih, poudarjajo pa možnost avtoimunosti in reaktogenosti (v glavnem zaradi lipidnih delcev). Za distribucijo in shranjevanje tovrstnih cepiv je zaradi krhkosti molekule RNA potrebna uporaba hladne verige, kar bi lahko ob nezadostnem odmerjanju (tj. razpad molekul pred injiciranjem) zmanjšalo njihovo efektivno učinkovitost.
V poznih 1990-ih letih so potekala prva klinična preskušanja tovrstnih cepiv, pri katerih so proti metastatskim tumorjem prostate uporabili dendritične celice. V zgodnjih 2000-ih so proučevali neposredno injiciranje mRNA kot način preprečevanja melanoma. Kot prvo RNA cepivo je bilo 2. decembra 2020, sedem dni po osemtedenskem obdobju preskušanja, zaradi »koristi, ki odtehtajo vsakršno tveganje«, za »široko uporabo« odobreno cepivo BNT162b2 proti covidu-19 družb BioNTech in Pfizer. Celotno preskušanje III. faze tega cepiva bo predvidoma končano do januarja 2023. Drugo odobreno mRNA cepivo je postalo cepivo mRNA-1273 družbe Moderna. Globalni regulatorji morajo pri odločanju o odobritvi teh cepiv pretehtati med pomanjkanjem podatkov o srednjeročnih in dolgoročnih učinkih novega mehanizma mRNA cepiv ter potrebnim ukrepanjem ob pandemiji covida-19, za katero je hitrejša proizvodnja mRNA cepiv velikega pomena.

## Prednosti pred DNA cepivi
Poleg prednosti pred beljakovinskimi cepivi, ki so skupne RNA cepivom in DNA cepivom, imajo RNA cepiva še druge prednosti, zaradi katerih bi bila lahko boljša alternativa DNA cepivom, med drugim:
- mRNA se prevede v citosolu. RNA zato ni treba vstopiti v celično jedro, s čimer se prepreči tveganje, da bi se vgradila v gostiteljski genom.[1]
- V mRNA se lahko vključijo modificirani nukleozidi (npr. psevdouridini, 2'-O-metilirani nukleozidi), da se zavre stimulacija imunskega odziva in s tem prepreči takojšnja razgradnja ter s povečano prevodno zmogljivostjo doseže trajnejši učinek.[21] [22] [23]
- Odprti bralni okvir (ORF) in neprevedena območja (UTR) mRNA je mogoče optimizirati za različne namene (postopek se imenuje zaporedno inženirstvo mRNA), na primer s povečanjem vsebnosti gvanin-citozina ali izbiro posebnih UTR-jev, za katere je znano, da okrepijo prevajanje.[24] Za ojačanje prevajanja v antigen in s tem imunskega odziva se lahko doda tudi ORF zapis za replikacijski mehanizem, kar zmanjša potrebno količino vhodne snovi.[25] [26]

## Neželeni učinki in tveganja
- mRNA nit v cepivu lahko povzroči nenamerno imunsko reakcijo. Da bi tveganje za to čim bolj zmanjšali, so zaporedja mRNA cepiv zasnovana tako, da posnemajo tista, ki jih proizvajajo celice sesalcev (na primer opičje celice).[27]
- Možna skrb bi bila lahko, da nekatera mRNA cepiva močno spodbudijo nastajanje interferona tipa I, ki ni povezan samo z vnetjem, temveč tudi z avtoimunostjo. Tako bi lahko prepoznavanje posameznikov z večjim tveganjem za avtoimunske reakcije pred cepljenjem z mRNA cepivom omogočilo sprejem ustreznih previdnostnih ukrepov.[28]

## Dostava
Načine dostave lahko na splošno razvrstimo po tem, ali se prenos RNA v celice zgodi znotraj (in vivo) ali zunaj ( ex vivo) telesa.
Dendritične celice (DC) so vrsta imunskih celic, ki na svojih površinah izražajo antigene, kar vodi do interakcij s celicami T, ki sprožijo imunski odziv. DC lahko pridobimo od bolnikov in jih preprogramiramo z mRNA. Nato jih je mogoče znova vnesti v telo bolnikov, da ustvarijo imunski odziv.

### In vivo
Od odkritja ekspresije in vitro transkribirane mRNA in vivo po neposrednem dajanju postajajo pristopi in vivo vse privlačnejši. V primerjavi s postopki ex vivo imajo več prednosti, predvsem kar zadeva izogibanje stroškom odvzema in prilagoditve DC-jev pri bolnikih in posnemanje običajne okužbe. Toda te postopke spremlja več ovir, ki jih bo treba šele premagati, da se bo RNA cepljenje lahko uveljavilo. Za začetek prevajanja se je treba izogniti evolucijskim mehanizmom, ki preprečujejo infiltracijo neznanega nukleinskega materiala in spodbujajo njegovo razgradnjo z RNazami. Poleg tega je mobilnost RNA sama po sebi popolnoma odvisna od običajnih celičnih procesov, saj je RNA pretežka, da bi lahko difundirala, zaradi česar je izpostavljena odstranitvi in ustavitvi prevajanja.

#### Injiciranje gole mRNA
Način privzema mRNA je znan že več kot desetletje,  uporabo RNA kot cepiva pa so odkrili v 1990-ih letih v obliki samopomnoževalne mRNA. Izkazalo se je tudi, da so različni načini injiciranja, na primer v kožo, kri ali mišice, povzročili različne stopnje privzema mRNA, zato je ključni vidik dostave izbira načina dajanja. Kreiter idr. so pri primerjavi različnih poti vnosa dokazali, da omogoča največji odziv celic T vbrizgavanje v bezgavke. Mehanizmi in posledično vrednotenje samopomnoževalne mRNA bi se lahko zaradi njenih veliko večjih molekul pomembno razlikovali.

#### Lipidni nanodelci
Zamisel o inkapsuliranju mRNA v lipidne nanodelce je privlačna iz več razlogov. Lipidi načeloma zagotavljajo zaščito pred razgradnjo in s tem zanesljivejše prevajanje. Poleg tega prilagoditev zunanje lipidne plasti omogoča usmerjanje do želenih vrst celic z ligandnimi interakcijami. V številnih študijah pa so opazili tudi težave pri proučevanju tovrstne dostave, kar je pokazalo, da se uporaba delcev in vivo in in vitro razlikujeta v količini vnosa v celice. Nanodelce je mogoče vnesti v telo in jih porazdeliti na več načinov, na primer intravensko ali z limfnim sistemom.

## Virusni vektorji
Poleg nevirusnih načinov dostave so za doseganje podobnih imunskih odzivov zasnovali RNA viruse. Kot vektorji se pogosto uporabljajo retrovirusi, lentivirusi, alfavirusi in rabdovirusi. Med seboj se lahko razlikujejo po strukturi in funkciji. V številnih kliničnih preskušanjih so takšne viruse uporabili za boj proti različnim boleznim živalskih modelov, npr. miši, piščancev in primatov.  